# Adami
Adami - Адамий (rus) - és un aül de la República d'Adiguèsia, a Rússia. Es troba a la vora de l'embassament de Krasnodar, a 8 km al sud-oest de Krasnogvardéiskoie i a 70 km al nord-oest de Maikop, la capital de la república.
Pertany al municipi de Krasnogvardéiskoie.